# Мазур, Андрей Лазаревич
Андре́й Ла́заревич Ма́зур (8 декабря 1926, село Новый Кокорев, Польская республика (ныне — Кременецкий район Тернопольской области Украины) — 3 мая 2018, Санкт-Петербург) — священнослужитель Русской православной церкви, патриарший архидиакон двух Патриархов Московских и всея Руси: Алексия II и Кирилла. Участник Великой Отечественной войны.
Клирик Богоявленского собора в Елохове в Москве.

## Детство и военные годы
Родился в 1926 году в селе Новый Кокорев на Западной Украине (до 1939 года — в составе Польши), расположенном неподалёку от Почаевской лавры. Отец Лазарь Прокопьевич — церковный староста сельского храма. Мать, Агафья Филипповна, умерла в 1930 году.
Учился около пяти лет в польской школе (где среди прочих предметов изучал Закон Божий), затем, после присоединения Западной Украины к СССР в 1939 году — в школе с русским языком обучения. Работал в хозяйстве у отца, имевшего 8 гектаров земли: косил, пахал, был пастухом.
С детства ходил в церковь, в которой служил отец, пел в церковном хоре, посещал также и богослужения в Почаевской лавре.
После освобождения Белоруссии от немецкой оккупации в 1943 году был призван в ряды Красной Армии. Службу проходил в запасном полку, дислоцированном на территории Марийской АССР. В армии был ротным запевалой. В начале 1945 года был отправлен на фронт. В должности командира отделения миномётчиков участвовал в боевых действиях под Берлином.

## Протодиаконство
Демобилизовавшись по болезни в 1946 году, некоторое время пробыл дома. Вскоре поступил послушником в Почаевскую лавру, где впервые и проявились способности диакона: при определении в лаврский хор у него выявили бас.
В лаврском хоре пропел два года, одновременно был заведующим хлебопекарней и трапезным храмом.
В 1948 году поступил в Московскую Духовную семинарию, называвшуюся тогда Богословским институтом (в то время семинария располагалась в Новодевичьем монастыре). Некоторое время учился в Московской консерватории, но затем был вынужден оставить лекции из-за учёбы в семинарии.
После женитьбы и принятия 17 сентября 1950 года диаконского сана шесть лет служил протодиаконом Пермского кафедрального собора (архиерейским диаконом архиепископа Иоанна (Лавриненко), позднее переехал в Ленинград.
С 1957 по 1968 год служил протодиаконом в Троицком соборе Александро-Невской лавры в Ленинграде (архиерейским диаконом у епископа Алексия (Коноплёва) и одновременно — регентом будничного хора).
В 1968 году митрополитом Ленинградским и Новгородским Никодимом (Ротовым) был переведён протодиаконом в Ленинградский кафедральный собор. До 1990 года участвовал в богослужениях при митрополитах Елевферии (Воронцове), Питириме (Свиридове), Гурии (Егорове), Никодиме (Ротове), Антонии (Мельникове), Алексии (Ридигире). Одновременно пел в хоре духовенства под руководством протодиакона Павла Герасимова.
Женат. Имел троих детей (двое сыновей умерли), шесть внуков и двое правнуков.

## Архидиаконство
В 1990 году патриархом Алексием II возведён в сан патриаршего архидиакона. Прослужил с патриархом до самой его кончины в 2008 году. Совершая служения с Алексием II и сопровождая его во время всех архипастырских поездок, побывал во многих странах, в том числе три раза — в Иерусалиме.
Оставался патриаршим архидиаконом при патриархе Кирилле, но в храме в последнее время не служил из-за болезни ног.
Скончался 3 мая 2018 года на 92 году жизни. Отпевание архидиакона Андрея пасхальным чином состоялось 5 мая в Свято-Троицком соборе Александро-Невской лавры, его возглавил митрополит Санкт-Петербургский и Ладожский Варсонофий (Судаков) в сослужении епископа Царскосельского Маркелла (Ветрова), епископа Кронштадтского Назария (Лавриненко), епископа Тихвинского и Лодейнопольского Мстислава (Дячина) и клира Санкт-Петербургской епархии. В тот же день отец Андрей был погребён на Никольском кладбище Александро-Невской лавры.

## Награды
Удостоен многих государственных и церковных наград, в том числе:
Награды Русской православной церкви:
- Орден святого равноапостольного великого князя Владимира I степени (2 декабря 2011) — «во внимание к уникальному вкладу в богослужебную жизнь Москвы, Санкт-Петербурга и всей Русской Православной Церкви и в связи с 85-летием со дня рождения»[6]
- Орден святителя Иннокентия, митрополита Московского и Коломенского I степени (18 декабря 2016) — «во внимание к усердному служению и в связи с 90-летием со дня рождения»[7]
- Орден святого благоверного великого князя Димитрия Донского II ст. (8 декабря 2006)[8]
- Орден святого равноапостольного великого князя Владимира III степени (7 декабря 1996)
- Орден святого преподобного Серафима Саровского III степени (17 сентября 2005)

Государственные награды СССР:
- Орден Отечественной войны 2-й степени (1985)
- Медаль «За взятие Берлина» (1945)
- Медаль «За победу над Германией в Великой Отечественной войне 1941—1945 гг.» (1945)